# Час (телесериал)
«Час» (англ. The Hour) — британский драматический телесериал, выходивший с 19 июля 2011 года по 13 декабря 2012 года на канале BBC Two. В нём рассказывается о журналистах, работающих на Би-би-си в 1956 году, которые создают еженедельную новостную программу «Час», выходящую в прямом эфире.
12 февраля 2013 года BBC закрыла сериал после двух сезонов.

## Сюжет

### Первый сезон
Продюсером новостной программы «Час» назначают молодую Бел Роули (Ромола Гарай), идею передач разрабатывает амбициозный журналист Фредерик Лайон (Бен Уишоу), а ведущим программы приглашают респектабельного Гектора Мэддена (Доминик Уэст). Сюжет шоу тесно связан с происходившими в 1950-е годы историческими событиями: Советский Союз подавляет восстание в Будапеште, в Египте начинается Суэцкий кризис.
Напряжённая атмосфера, мрачные события, личные трагедии, давление «сверху» — всё переплетается в сюжете «Часа», повествуя о том, как сложно в 1950-х было создавать передачу об актуальной политике: в то время большинство политиков и руководители Би-би-си выступали за то, чтобы новости о том, что происходит в мире, не передавались в прямом эфире, тележурналистам запрещено впрямую обсуждать текущие военные события и критиковать британское правительство, премьер-министра и парламент. Положение осложняется тем, что к программе проявляет интерес секретная служба МИ-6, подозревая, что на Би-би-си работает «советский шпион».
Журналист Фредерик Лайон подозревает, что люди из МИ-6 причастны к гибели молодой аристократки Рут Элмс, которая была связана с недавно погибшим Питером Дарреллом. Фредерик пытается расследовать убийства Даррела и Рут, но натыкается на заговор молчания; однако ему удаётся выяснить, что Рут была связана с деятельностью МИ-6 в Египте. Кроме шпионских интриг в сериале развивается романтическая линия между Бел и Гектором.

### Второй сезон
В Европе обостряется гонка вооружений, в Великобритании планируется разместить ядерные ракеты на военных базах. Коррупция пожирает лондонскую полицию и правительство.
В команду «Часа» после многомесячного отсутствия возвращается Фредерик Лайон, которого пригласил новый заведующий Рэндалл Браун (Питер Капальди). Фредерик поднимает вопросы расовых столкновений, давая высказаться обеим сторонам, нарушая негласный запрет Би-би-си.
Кики Дилейн (Ханна Тойнтон) — певичка из клуба «Эль Парадиз» — обвиняет Гектора в избиении, Бел и Фредерик пытаются выяснить — кому было выгодно это обвинение. Кризис в семье Мэдденов усугубляется поведением Гектора, а Марни пытается сделать карьеру в качестве ведущей кулинарного шоу на телеканале ITV. ITV пытается переманить и Гектора в свою новостную передачу, а их продюсер ухаживает за Бел.
Пытаясь распутать клубок лжи и шантажа, сотрудники новостной программы «Час» обнаруживают связи между развлекательным заведением, распространением порнографии, коррумпированными полицейскими, министром обороны и некоей корпорацией.

## В ролях
- Ромола Гарай — Изабелл «Бел» Роули, продюсер
- Бен Уишоу — Фредерик «Фредди» Лайон, журналист и соведущий
- Доминик Уэст — Гектор Мэдден, ведущий
- Анна Чанселлор — Ликс Сторм, журналистка и заведующая зарубежными новостями
- Питер Капальди — Рэндалл Браун, заведующий отделом новостей (2 сезон)
- Антон Лессер — Кларенс Финдли, заведующий отделом новостей (1 сезон)
- Уна Чаплин — Марни Мэдден, жена Гектора
- Джулиан Райнд-Татт — Ангус Маккейн, представитель правительства
- Тим Пиготт-Смит — лорд Элмс
- Джульет Стивенсон — леди Элмс
- Ванесса Кирби — Рут Элмс
- Лиза Гринвуд — Сисси Купер, помощница Бел
- Бёрн Горман — Томас Киш, переводчик с арабского
- Джошуа Макгуайр — Айзек Уэнгроу, сотрудник редакции «Часа»
- Джон Боуи — Дуглас Оуэн
- Эндрю Скотт — Адам Ле Рэй, актёр

У героини сериала — Бел Роули (англ. Bel Rowley) — существует реальный прототип: Грейс Уиндхэм Голди (англ. Grace Wyndham Goldie), которая работала на Би-би-си с середины 1940-х годов.

## Награды и номинации
Телесериал «Час» номинировался на премию «Золотой глобус» в категории «Лучший мини-сериал или телефильм», а исполнители главных ролей Ромола Гарай и Доминик Уэст — в категориях «Лучшая актриса в мини-сериале» и «Лучший актёр в мини-сериале».
Сериал дважды номинировался на премию «Эмми» в категории «Лучший сценарий мини-сериала, фильма или драматической программы», выиграв награду в 2013 году, а также получил номинацию в категории «Лучший кастинг в мини-сериале, фильме или драматической программе».
Сериал получил три номинации на BAFTA TV в 2012 году в категориях «Лучшая женская роль второго плана» (Анна Чанселлор), «Лучшее освещение» и «Лучший звук», и пять номинаций в 2013 году: «Лучшая мужская роль второго плана» (Питер Капальди), «Лучший саундтрек», «Лучший звук», «Лучший монтаж» и «Лучший дизайн».
На женевском фестивале Geneva Cinéma Tout Ecran в ноябре 2011 года телесериал получил приз зрительских симпатий (Audience Award). Приз получили три режиссёра сериала: Гарри Брэдбир, Коки Гидройц и Джейми Пейн.
В 2012 году Доминик Уэст получил премию англ. Broadcasting Press Guild Award — за роли в телесериалах «Час» и «Appropriate Adult», Ромола Гарай номинировалась в категории «Лучшая актриса», Эби Морган — как лучший сценарист. В 2013 году на эту награду номинации получили Питер Капальди, Анна Чанселлор и Бен Уишоу.

## Показ

### Международный показ
Премьера телесериала состоялась в Великобритании, после чего сериал был показан
- в Швеции на телеканале «SVT1» с 10 августа 2011 года
- в США начиная с 17 августа 2011 года на канале «BBC America»[14]
- в Австралии на телеканале «ABC1» с 21 ноября 2011 года[15]
- в Канаде и Латинской Америке телесериал распространялся в системе Netflix (видео по запросу)[16]
- в Норвегии на телеканале «VOX» с 18 декабря 2011 года[17]

Планируются показы в ЮАР и странах Среднего Востока.

### Издания на DVD и Blu-ray
29 августа 2011 года выпущены двухдисковые версии DVD и Blu-ray для региона 2 c рекомендацией просмотра зрителям не младше 15 лет.
27 сентября 2011 года выпущены двухдисковые версии DVD и Blu-ray для региона 1 (без ограничений по возрастному рейтингу).

## Отзывы и критика
Журналисты сравнивают «Час» с американским сериалом «Безумцы» (англ. Mad Men).